# Eustiromastix falcatus
Eustiromastix falcatus är en spindelart som beskrevs av Galiano 1981. Eustiromastix falcatus ingår i släktet Eustiromastix och familjen hoppspindlar. Inga underarter finns listade i Catalogue of Life.